# 1965년 불가리아 쿠데타 미수
1965년 불가리아 쿠데타 미수(불가리아어: Опитът за преврат от 1965 година)는 불가리아 인민공화국의 국가원수인 토도르 지프코프를 축출하기 위해 불가리아 공산당과 불가리아 인민군의 마오주의 분파가 일으킨 쿠데타 미수 사건이다.

## 배경
1953년 소련의 지도자 이오시프 스탈린이 사망한 이후 소련과 동구권에 만연한 스탈린주의가 완화되었고, 1956년부터는 니키타 흐루쇼프가 스탈린 격하 운동을 벌였다. 소련 공산당의 주도로 동구권에서도 정치적, 사회적 개방이 이루어졌는데, 불가리아 공산당은 이것을 적극적으로 수용하였다.
불가리아 인민공화국에서 발생한 탈스탈린화 과정은 모두 토도르 지프코프 주도로 일어났고, 1956년부터 1962년 사이 스탈린주의 인사들에 대한 대숙청이 벌어지며 벌코 체르벤코프, 안톤 유코프를 비롯한 강경파 인사들은 권력을 잃고 당에서마저 추방당하였다.
1962년부터 마르크스-레닌주의 교리 대한 해석을 두고 소련과 중화인민공화국은 매우 격렬한 논쟁을 벌였다. 이 과정에서 바르샤바 조약기구에 가입한 국가들은 대부분 중립을 지켰지만 불가리아 인민공화국은 노골적으로 소련의 편을 들었다. 

## 전개
1962년 중소분쟁에서 소련을 지지하며 절대권력자로 등극한 토도르 지프코프에 대한 불가리아 공산당의 스탈린주의 파벌에 의해 그에 대한 견제가 커졌다. 1964년 중화인민공화국이 정통 마르크스-레닌주의 노선으로 회귀를 선언하자 스탈린주의 파벌은 마오쩌둥 사상에 감복하여 지프코프를 축출하기 위한 쿠데타를 준비했다.
1964년 10월 불가리아 인민군 정치위원이 이반 토도로프고루냐와 촐로 크라스테프가 몰래 만나 지프코프를 제거하기 위한 작전을 마련했다. 이들은 평소 불가리아 인민공화국의 수정주의 노선에 불만을 가진 인사들이었는데, 불가리아 인민공화국을 정통 마르크스-레닌주의 노선로 회기하는 것을 목표로 했다.
쿠데타 계획에는 불가리아 인민군과 지프코프의 독재에 불만을 품은 일반 당원들도 함께 가담하였다. 쿠데타 가담자들은 공개적으로 중화인민공화국에 대한을 표방하였기 때문에 중국공산당의 전폭적인 지지를 받을 것으로 기대하였다.
그러나 1965년 3월 28일 이들의 계획은 국가보안위원회에 의해 발각되었고, 쿠데타 주동자들이 체포되고 반역죄로 수감되면서 결국 쿠데타는 미수에 그치게 되었다.

## 결과
마오주의 세력에 의한 쿠데타 미수는 토도르 지프코프를 불안하게 만들었고 불가리아 공산당의 마오주의 분파 분쇄와 불가리아 인민군 사령부에 대한 숙청으로 이어졌다. 반면 반대파 탄압과 언론 통제를 위해 국가보안위원회의 기능은 급격히 강화되었다.

### 여파
비록 쿠데타 시도 세력은 제거되었으나, 소수의 마오주의자들은 당국의 감시를 피해 여전히 비밀리에 활동했고, 이들은 1971년까지 비밀반정부 결사를 요구하는 유일한 세력이었다. 
불가리아 쿠데타 미수는 당국에 의해 철저히 은폐되었지만 동유럽 마르크스-레닌주의 국가에서 마오주의 단체가 등장하는 배경이 되었다.
한편 불가리아 인민공화국 지도부는 중화인민공화국이 쿠데타를 선동했다는 의혹을 제기하며 중국 대사를 소환해 추궁하였으나 자신들이 생각하는 만족스러운 답변을 듣지 못하고 물러나야 했다.